# Lygodactylus conraui
Lygodactylus conraui es una especie de gecko del género Lygodactylus, familia Gekkonidae. Fue descrita científicamente por Tornier en 1902.
Se distribuye por Camerún, Guinea Ecuatorial, Costa de Marfil, Ghana, Togo, Benín, Gabón, Liberia y Sierra Leona. El cuerpo es de un verde brillante con manchas blancas bordeadas de negro en los costados.
Recibe su nombre en honor del francés Gustav Conrau, comerciante, explorador y coleccionista asesinado por una tribu local de Bangwa.